# Ignazio Abate
Ignazio Abate (Sant'Agata de' Goti, 12 novembre 1986) è un allenatore di calcio ed ex calciatore italiano, di ruolo difensore, tecnico della Juve Stabia.

## Biografia
È figlio dell'ex portiere Beniamino Abate, cresciuto a Milano, il 18 giugno 2015 si è sposato con Valentina; la coppia ha quattro figli.

## Caratteristiche tecniche
Dotato di grande velocità, nasce ala destra, ma nel corso della carriera ha imparato prima a ricoprire il ruolo di esterno di centrocampo, poi quello di terzino sempre sulla medesima fascia, sulla quale era solito spingersi in velocità fino al limite per tentare poi il cross.
Nella stagione 2018-19, per l'emergenza infortuni al Milan, è stato schierato occasionalmente anche come difensore centrale.

## Carriera

### Club

#### Gli inizi a Rescaldina e il trasferimento al Milan nelle serie minori
Ha iniziato la sua carriera nelle giovanili della squadra di Rescaldina, precisamente nella società AC Rescalda, dove ha militato per 7 stagioni, per poi passare nel 1999 al Milan, con cui ha vinto il Campionato Allievi Nazionali nella stagione 2002-2003.
Ha esordito con la prima squadra del Milan il 3 dicembre 2003, a 17 anni, entrando al posto di Dario Šimić nel secondo tempo della partita Sampdoria-Milan (0-1), valida per l'andata degli ottavi di finale della Coppa Italia. Il 9 dicembre seguente ha ottenuto anche la sua prima presenza nelle coppe europee a San Siro contro il Celta Vigo (1-2) nell'ultima giornata della fase a gironi della Champions League, diventando a 17 anni e 27 giorni il giocatore più giovane nella storia rossonera a esordire nella competizione. Questo record è stato successivamente battuto il 6 dicembre 2011 da Bryan Cristante, che ha esordito contro il Viktoria Plzeň a 16 anni 9 mesi e 6 giorni.
In seguito è stato prestato dai rossoneri al Napoli in Serie C1, dove ha collezionato 33 presenze segnando 2 reti. Dopo una breve parentesi estiva alla Sampdoria, con la quale però non disputa alcuna partita, si è trasferito al Piacenza in Serie B, dove ha collezionato 13 presenze. La stagione successiva si è trasferito al Modena dove ha trovato decisamente più spazio, disputando 38 partite e segnando un gol in Serie B.

#### Empoli e Torino
Nella stagione 2007-2008 ha militato in Serie A, ceduto in comproprietà all'Empoli, dove si è messo in mostra come ala destra brava sia nella fase di spinta che in quella difensiva. Ha segnato la sua prima rete in Serie A a Marassi in Genoa-Empoli (0-1) del 27 aprile 2008. A Empoli ha disputato 35 partite in totale, retrocendedo tuttavia in Serie B a fine stagione con i toscani.
Il 16 giugno 2008 è stato riscattato dal Milan, per poi essere ceduto il 23 luglio 2008 in comproprietà al Torino per 2,2 milioni di euro. Il 15 ottobre 2008 si è infortunato nella partita contro l'Atalanta, procurandosi una distorsione alla caviglia destra che lo ha tenuto lontano dai campi per due mesi circa. Nonostante la retrocessione in Serie B del Torino, ha disputato una buona stagione collezionando 27 presenze e due reti, di cui una segnata contro la Lazio.

#### Ritorno al Milan

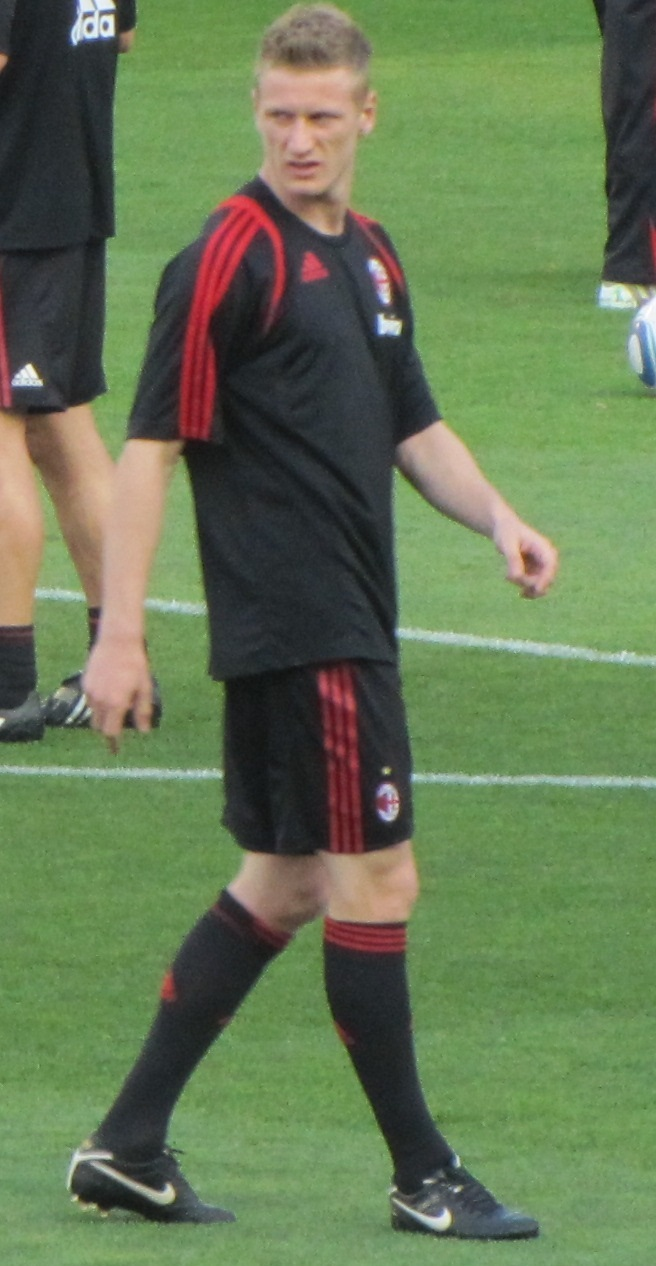
Abate in allenamento con i rossoneri nel 2010

Il 24 giugno 2009, a 22 anni, Abate ritorna al Milan, dove l'allenatore Leonardo lo ha schierato definitivamente come terzino destro; viene spesso impiegato come titolare, soprattutto dopo gli infortuni di Oddo e Zambrotta.
Nelle stagione seguente, con il nuovo allenatore Massimiliano Allegri, è diventato titolare fisso della fascia destra del Milan e il 7 maggio 2011 ha vinto il suo primo scudetto con i rossoneri a due giornate dal termine del campionato grazie allo 0-0 contro la Roma. Il 6 agosto 2011 ha vinto la Supercoppa italiana con il Milan battendo l'Inter a Pechino 2-1.
Il 25 settembre 2013 ha segnato il suo primo gol con la maglia del Milan realizzando la rete del definitivo 3-3 al 92º minuto nella gara di campionato giocata in casa del Bologna.
Il 2 novembre 2014 indossa per la prima volta la fascia di capitano, da titolare, nella partita persa contro il Palermo 0-2.
Nella stagione 2016-2017 diventa il vice-capitano della squadra. Il 23 dicembre 2016, vista l'assenza di Montolivo, disputa con la fascia da capitano la Supercoppa italiana vinta ai rigori contro la Juventus in Qatar.
Il 21 gennaio 2019 gioca la sua 300ª partita ufficiale con la maglia del Milan, in occasione della sfida di campionato vinta per 2-0 contro il Genoa allo stadio Luigi Ferraris. Sul finire della stagione 2018-2019, in scadenza di contratto, annuncia l'addio al club rossonero.
Rimane svincolato e il 16 novembre 2020, a un anno e mezzo dalla sua ultima apparizione, annuncia il suo addio al calcio giocato.

### Nazionale
Ha esordito con la nazionale Under-21 il 12 dicembre 2006 contro il Lussemburgo, subentrando a Defendi.

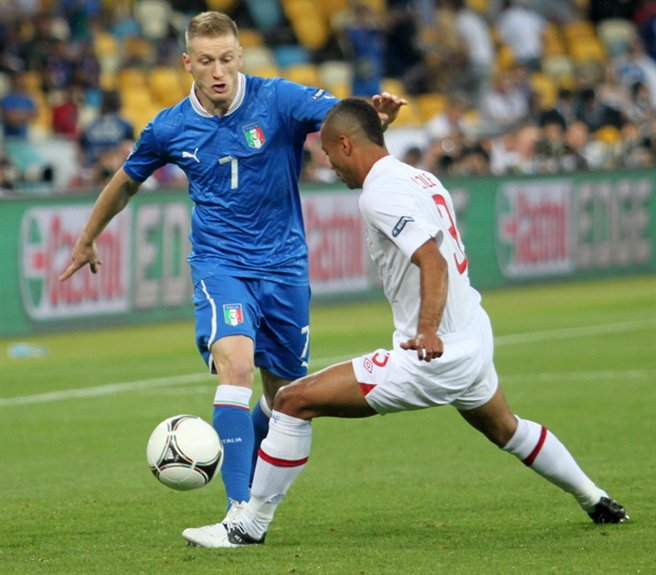
Abate (a sinistra) a contrasto con l'inglese Ashley Cole nel corso del quarto di finale del

Con la nazionale olimpica guidata da Casiraghi ha vinto il Torneo di Tolone 2008, dove ha disputato 4 partite e realizzato una rete contro gli Stati Uniti (2-0), siglando il primo gol al 31º minuto. Ha preso parte anche alle Olimpiadi di Pechino 2008, in cui ha fatto il suo esordio nel corso della gara inaugurale contro l'Honduras.
A Tel Aviv, il 15 ottobre 2008, nella gara di ritorno contro Israele, decisiva per la qualificazione all'Europeo Under-21, al 75º minuto di gioco ha realizzato il terzo gol per la squadra azzurra, che ha vinto 3-1 e ha conquistato la qualificazione. È stato quindi convocato per l'Europeo Under-21 2009 in Svezia, dove ha debuttato nella terza partita del girone contro la Bielorussia, giocando poi anche nella ripresa della semifinale persa 1-0 con la Germania.
Il 6 novembre 2011 ha ricevuto la prima convocazione nella nazionale maggiore da parte del CT Cesare Prandelli, in vista degli impegni amichevoli contro Polonia e Uruguay. Ha esordito l'11 novembre 2011, un giorno prima di compiere 25 anni, partendo titolare e giocando tutti i 90 minuti nella partita disputata a Breslavia e vinta 2-0 contro i polacchi.
È stato convocato per il campionato d'Europa 2012, dove ha esordito giocando da titolare nella terza partita del girone, vinta contro l'Irlanda 2-0 e che ha regalato agli Azzurri la qualificazione ai quarti di finale della competizione. Nel corso della manifestazione, chiusa dall'Italia al secondo posto, ha disputato 3 partite, tra cui, da titolare, la finale persa 4-0 contro la Spagna.
Il 3 giugno 2013 è stato inserito dal CT Prandelli nella lista dei 23 calciatori convocati per la Confederations Cup 2013. Nel corso della competizione ha disputato tutte le 3 partite della fase a gironi e durante la terza, contro i padroni di casa del Brasile, si è infortunato subendo una lussazione alla spalla sinistra che non gli ha consentito di poter giocare le gare successive.
Ha segnato il suo primo gol in nazionale il 15 novembre 2013, nel corso dell'amichevole di San Siro pareggiata 1-1 contro la Germania.
Convocato per il campionato del mondo 2014, Abate viene impiegato unicamente nella seconda partita del girone, quella persa 1-0 contro la Costa Rica. Durante la gestione di Antonio Conte è stato convocato unicamente per l'amichevole contro l'Inghilterra del 31 marzo 2015, nella quale è entrato in campo al 60º minuto.

### Allenatore

#### Gli inizi, Milan Primavera
Dopo aver conseguito la qualifica da direttore sportivo il 19 luglio 2021, ad agosto dello stesso anno Abate inizia la sua prima esperienza da allenatore, diventando tecnico della formazione Under-16 del Milan. Il 14 ottobre seguente, consegue a Coverciano la qualifica UEFA A, che consente di allenare tutte le selezioni giovanili, le squadre femminili e le prime squadre fino alla Serie C, oltre a permettere il tesseramento come allenatore in seconda sia in Serie B, sia in Serie A. Alla sua prima esperienza in panchina, l'ex-calciatore conquista la finale Scudetto, in cui i ragazzi del vivaio milanista vengono però sconfitti dalla Roma.
Il 5 luglio 2022, Abate viene ufficializzato come nuovo allenatore della formazione Primavera del Milan. Nella sua prima stagione alla guida della squadra, si distingue per l'impiego frequente di giocatori sotto età; inoltre, pur concludendo il campionato a metà classifica, sotto la sua guida i giovani rossoneri raggiungono le semifinali della Youth League, poi perse a favore dell'Hajduk Spalato.
Nel giugno del 2023, viene confermato per un'ulteriore stagione, fino al 30 giugno 2024. A settembre inizia il corso UEFA Pro a Coverciano, il massimo livello di formazione per un tecnico. Nella stagione 2023-2024, guida i giovani rossoneri alla finale della Youth League, poi persa a favore dell'Olympiacos, e alla qualificazione ai play-off del Campionato Primavera 1, prima dell'eliminazione al primo turno per mano della Lazio. Al termine della stessa annata, il tecnico annuncia la propria intenzione di lasciare il Milan.

#### Ternana
Il 21 giugno 2024, viene ufficializzato il suo approdo sulla panchina della Ternana, neo retrocessa in Serie C. L’11 agosto al debutto perde contro la Casertana (1-2 ai supplementari), gara valida per il primo turno di Coppa Italia Serie C. Il 6 febbraio 2025 la società comunica inizialmente il suo esonero, salvo poi rettificare la decisione il giorno successivo. Viene tuttavia sollevato dall'incarico il 1° aprile seguente, in seguito alla sconfitta per 4-1 contro la Lucchese, con la squadra umbra al secondo posto a cinque punti dalla capolista Entella a quattro giornate dal termine del campionato.

#### Juve Stabia
Il 18 giugno 2025, Abate viene nominato nuovo tecnico della Juve Stabia, in Serie B, con cui sottoscrive un contratto biennale.

## Statistiche

### Presenze e reti nei club
| Stagione        | Squadra         | Campionato      | Campionato | Campionato | Coppe nazionali | Coppe nazionali | Coppe nazionali | Coppe continentali | Coppe continentali | Coppe continentali | Altre coppe | Altre coppe | Altre coppe | Totale | Totale |
| Stagione        | Squadra         | Comp            | Pres       | Reti       | Comp            | Pres            | Reti            | Comp               | Pres               | Reti               | Comp        | Pres        | Reti        | Pres   | Reti   |
| --------------- | --------------- | --------------- | ---------- | ---------- | --------------- | --------------- | --------------- | ------------------ | ------------------ | ------------------ | ----------- | ----------- | ----------- | ------ | ------ |
| 2003-2004       | Milan           | A               | 0          | 0          | CI              | 1               | 0               | UCL                | 1                  | 0                  | -           | -           | -           | 2      | 0      |
| 2004-2005       | Napoli          | C1              | 29+4       | 2+0        | -               | -               | -               | -                  | -                  | -                  | -           | -           | -           | 33     | 2      |
| 2005-2006       | Piacenza        | B               | 13         | 0          | CI              | 0               | 0               | -                  | -                  | -                  | -           | -           | -           | 13     | 0      |
| 2006-2007       | Modena          | B               | 38         | 1          | CI              | 3               | 0               | -                  | -                  | -                  | -           | -           | -           | 41     | 1      |
| 2007-2008       | Empoli          | A               | 35         | 1          | CI              | 1               | 1               | CU                 | 2                  | 0                  | -           | -           | -           | 38     | 2      |
| 2008-2009       | Torino          | A               | 27         | 2          | CI              | 2               | 0               | -                  | -                  | -                  | -           | -           | -           | 29     | 2      |
| 2009-2010       | Milan           | A               | 30         | 0          | CI              | 1               | 0               | UCL                | 7                  | 0                  | -           | -           | -           | 42     | 0      |
| 2010-2011       | Milan           | A               | 29         | 0          | CI              | 2               | 0               | UCL                | 6                  | 0                  | -           | -           | -           | 37     | 0      |
| 2011-2012       | Milan           | A               | 29         | 0          | CI              | 2               | 0               | UCL                | 8                  | 0                  | SI          | 1           | 0           | 40     | 0      |
| 2012-2013       | Milan           | A               | 27         | 0          | CI              | 2               | 0               | UCL                | 4                  | 0                  | -           | -           | -           | 33     | 0      |
| 2013-2014       | Milan           | A               | 19         | 1          | CI              | 1               | 0               | UCL                | 8                  | 0                  | -           | -           | -           | 28     | 1      |
| 2014-2015       | Milan           | A               | 23         | 0          | CI              | 2               | 0               | -                  | -                  | -                  | -           | -           | -           | 25     | 0      |
| 2015-2016       | Milan           | A               | 27         | 1          | CI              | 1               | 0               | -                  | -                  | -                  | -           | -           | -           | 28     | 1      |
| 2016-2017       | Milan           | A               | 23         | 0          | CI              | 2               | 0               | -                  | -                  | -                  | SI          | 1           | 0           | 26     | 0      |
| 2017-2018       | Milan           | A               | 17         | 1          | CI              | 2               | 0               | UEL                | 8                  | 0                  | -           | -           | -           | 27     | 1      |
| 2018-2019       | Milan           | A               | 19         | 0          | CI              | 2               | 0               | UEL                | 3                  | 0                  | SI          | 0           | 0           | 24     | 0      |
| Totale Milan    | Totale Milan    | Totale Milan    | 243        | 3          |                 | 18              | 0               |                    | 45                 | 0                  |             | 2           | 0           | 308    | 3      |
| Totale carriera | Totale carriera | Totale carriera | 389        | 9          |                 | 24              | 1               |                    | 47                 | 0                  |             | 2           | 0           | 462    | 10     |

### Cronologia presenze e reti in nazionale
| Cronologia completa delle presenze e delle reti in nazionale ― Italia | Cronologia completa delle presenze e delle reti in nazionale ― Italia | Cronologia completa delle presenze e delle reti in nazionale ― Italia | Cronologia completa delle presenze e delle reti in nazionale ― Italia | Cronologia completa delle presenze e delle reti in nazionale ― Italia | Cronologia completa delle presenze e delle reti in nazionale ― Italia | Cronologia completa delle presenze e delle reti in nazionale ― Italia | Cronologia completa delle presenze e delle reti in nazionale ― Italia |
| Data                                                                  | Città                                                                 | In casa                                                               | Risultato                                                             | Ospiti                                                                | Competizione                                                          | Reti                                                                  | Note                                                                  |
| --------------------------------------------------------------------- | --------------------------------------------------------------------- | --------------------------------------------------------------------- | --------------------------------------------------------------------- | --------------------------------------------------------------------- | --------------------------------------------------------------------- | --------------------------------------------------------------------- | --------------------------------------------------------------------- |
| 11-11-2011                                                            | Breslavia                                                             | Polonia                                                               | 0 – 2                                                                 | Italia                                                                | Amichevole                                                            | -                                                                     |                                                                       |
| 29-2-2012                                                             | Genova                                                                | Italia                                                                | 0 – 1                                                                 | Stati Uniti                                                           | Amichevole                                                            | -                                                                     | 71’                                                                   |
| 18-6-2012                                                             | Poznań                                                                | Italia                                                                | 2 – 0                                                                 | Irlanda                                                               | Euro 2012 - 1º turno                                                  | -                                                                     |                                                                       |
| 24-6-2012                                                             | Kiev                                                                  | Inghilterra                                                           | 0 – 0 dts (2 – 4 dtr)                                                 | Italia                                                                | Euro 2012 - Quarti di finale                                          | -                                                                     | 90’                                                                   |
| 1-7-2012                                                              | Kiev                                                                  | Spagna                                                                | 4 – 0                                                                 | Italia                                                                | Euro 2012 - Finale                                                    | -                                                                     | [ 61 ]                                                                |
| 15-8-2012                                                             | Berna                                                                 | Inghilterra                                                           | 2 – 1                                                                 | Italia                                                                | Amichevole                                                            | -                                                                     | 86’                                                                   |
| 16-10-2012                                                            | Milano                                                                | Italia                                                                | 3 – 1                                                                 | Danimarca                                                             | Qual. Mondiali 2014                                                   | -                                                                     |                                                                       |
| 6-2-2013                                                              | Amsterdam                                                             | Paesi Bassi                                                           | 1 – 1                                                                 | Italia                                                                | Amichevole                                                            | -                                                                     |                                                                       |
| 26-3-2013                                                             | Ta' Qali                                                              | Malta                                                                 | 0 – 2                                                                 | Italia                                                                | Qual. Mondiali 2014                                                   | -                                                                     |                                                                       |
| 31-5-2013                                                             | Bologna                                                               | Italia                                                                | 4 – 0                                                                 | San Marino                                                            | Amichevole                                                            | -                                                                     | 76’                                                                   |
| 7-6-2013                                                              | Praga                                                                 | Rep. Ceca                                                             | 0 – 0                                                                 | Italia                                                                | Qual. Mondiali 2014                                                   | -                                                                     |                                                                       |
| 16-6-2013                                                             | Rio de Janeiro                                                        | Messico                                                               | 1 – 2                                                                 | Italia                                                                | Conf. Cup 2013 - 1º turno                                             | -                                                                     |                                                                       |
| 19-6-2013                                                             | Recife                                                                | Italia                                                                | 4 – 3                                                                 | Giappone                                                              | Conf. Cup 2013 - 1º turno                                             | -                                                                     | 59’                                                                   |
| 22-6-2013                                                             | Salvador                                                              | Italia                                                                | 2 – 4                                                                 | Brasile                                                               | Conf. Cup 2013 - 1º turno                                             | -                                                                     | 30’                                                                   |
| 6-9-2013                                                              | Palermo                                                               | Italia                                                                | 1 – 0                                                                 | Bulgaria                                                              | Qual. Mondiali 2014                                                   | -                                                                     | 80’                                                                   |
| 15-10-2013                                                            | Napoli                                                                | Italia                                                                | 2 – 2                                                                 | Armenia                                                               | Qual. Mondiali 2014                                                   | -                                                                     |                                                                       |
| 15-11-2013                                                            | Milano                                                                | Italia                                                                | 1 – 1                                                                 | Germania                                                              | Amichevole                                                            | 1                                                                     |                                                                       |
| 5-3-2014                                                              | Madrid                                                                | Spagna                                                                | 1 – 0                                                                 | Italia                                                                | Amichevole                                                            | -                                                                     | 46’                                                                   |
| 31-5-2014                                                             | Londra                                                                | Italia                                                                | 0 – 0                                                                 | Irlanda                                                               | Amichevole                                                            | -                                                                     | 88’                                                                   |
| 4-6-2014                                                              | Perugia                                                               | Italia                                                                | 1 – 1                                                                 | Lussemburgo                                                           | Amichevole                                                            | -                                                                     | 89’                                                                   |
| 20-6-2014                                                             | Recife                                                                | Italia                                                                | 0 – 1                                                                 | Costa Rica                                                            | Mondiali 2014 - 1º turno                                              | -                                                                     |                                                                       |
| 31-3-2015                                                             | Torino                                                                | Italia                                                                | 1 – 1                                                                 | Inghilterra                                                           | Amichevole                                                            | -                                                                     | 60’                                                                   |
| Totale                                                                |                                                                       | Presenze                                                              | 22                                                                    |                                                                       | Reti                                                                  | 1                                                                     |                                                                       |

| Cronologia completa delle presenze e delle reti in nazionale ― Italia olimpica | Cronologia completa delle presenze e delle reti in nazionale ― Italia olimpica | Cronologia completa delle presenze e delle reti in nazionale ― Italia olimpica | Cronologia completa delle presenze e delle reti in nazionale ― Italia olimpica | Cronologia completa delle presenze e delle reti in nazionale ― Italia olimpica | Cronologia completa delle presenze e delle reti in nazionale ― Italia olimpica | Cronologia completa delle presenze e delle reti in nazionale ― Italia olimpica | Cronologia completa delle presenze e delle reti in nazionale ― Italia olimpica |
| Data                                                                           | Città                                                                          | In casa                                                                        | Risultato                                                                      | Ospiti                                                                         | Competizione                                                                   | Reti                                                                           | Note                                                                           |
| ------------------------------------------------------------------------------ | ------------------------------------------------------------------------------ | ------------------------------------------------------------------------------ | ------------------------------------------------------------------------------ | ------------------------------------------------------------------------------ | ------------------------------------------------------------------------------ | ------------------------------------------------------------------------------ | ------------------------------------------------------------------------------ |
| 23-5-2008                                                                      | La Seyne-sur-Mer                                                               | Italia olimpica                                                                | 2 – 1                                                                          | Turchia under 23                                                               | Torneo di Tolone 2008 - 1º turno                                               | -                                                                              | 76’                                                                            |
| 25-5-2008                                                                      | Tolone                                                                         | Italia olimpica                                                                | 2 – 0                                                                          | Stati Uniti olimpica                                                           | Torneo di Tolone 2008 - 1º turno                                               | 1                                                                              |                                                                                |
| 27-5-2008                                                                      | Tolone                                                                         | Italia olimpica                                                                | 0 – 0 dts (5 - 4 dcr)                                                          | Giappone olimpica                                                              | Torneo di Tolone 2008 - Semifinale                                             | -                                                                              | 68’                                                                            |
| 29-5-2008                                                                      | Tolone                                                                         | Cile under 23                                                                  | 0 – 1                                                                          | Italia olimpica                                                                | Torneo di Tolone 2008 - Finale                                                 | -                                                                              | 69’                                                                            |
| 22-7-2008                                                                      | Pistoia                                                                        | Italia olimpica                                                                | 1 – 1                                                                          | Romania under 21                                                               | Amichevole                                                                     | -                                                                              | 59’                                                                            |
| 7-8-2008                                                                       | Qinhuangdao                                                                    | Honduras olimpica                                                              | 0 – 3                                                                          | Italia olimpica                                                                | Olimpiadi 2008 - 1º turno                                                      | -                                                                              | 59’ 90’                                                                        |
| 10-8-2008                                                                      | Qinhuangdao                                                                    | Italia olimpica                                                                | 3 – 0                                                                          | Corea del Sud olimpica                                                         | Olimpiadi 2008 - 1º turno                                                      | -                                                                              | 77’                                                                            |
| 13-8-2008                                                                      | Tientsin                                                                       | Camerun olimpica                                                               | 0 – 0                                                                          | Italia olimpica                                                                | Olimpiadi 2008 - 1º turno                                                      | -                                                                              | 70’                                                                            |
| 16-8-2008                                                                      | Pechino                                                                        | Italia olimpica                                                                | 2 – 3                                                                          | Belgio olimpica                                                                | Olimpiadi 2008 - Quarti di finale                                              | -                                                                              | 61’ 83’                                                                        |
| Totale                                                                         |                                                                                | Presenze                                                                       | 9                                                                              |                                                                                | Reti                                                                           | 1                                                                              |                                                                                |

### Statistiche da allenatore
Statistiche aggiornate al 30 marzo 2025.
| Stagione        | Squadra         | Campionato      | Campionato | Campionato | Campionato | Campionato | Coppe nazionali | Coppe nazionali | Coppe nazionali | Coppe nazionali | Coppe nazionali | Coppe continentali | Coppe continentali | Coppe continentali | Coppe continentali | Coppe continentali | Altre coppe | Altre coppe | Altre coppe | Altre coppe | Altre coppe | Totale | Totale | Totale | Totale | % Vittorie | Piazzamento |
| Stagione        | Squadra         | Comp            | G          | V          | N          | P          | Comp            | G               | V               | N               | P               | Comp               | G                  | V                  | N                  | P                  | Comp        | G           | V           | N           | P           | G      | V      | N      | P      | %          | Piazzamento |
| --------------- | --------------- | --------------- | ---------- | ---------- | ---------- | ---------- | --------------- | --------------- | --------------- | --------------- | --------------- | ------------------ | ------------------ | ------------------ | ------------------ | ------------------ | ----------- | ----------- | ----------- | ----------- | ----------- | ------ | ------ | ------ | ------ | ---------- | ----------- |
| 2024-apr. 2025  | Ternana         | C               | 34         | 21         | 9          | 4          | CI-C            | 1               | 0               | 0               | 1               | -                  | -                  | -                  | -                  | -                  | -           | -           | -           | -           | -           | 35     | 21     | 9      | 5      | 60,00      | Eson.       |
| 2025-2026       | Juve Stabia     | B               | 0          | 0          | 0          | 0          | CI              | 1               | 0               | 0               | 1               | -                  | -                  | -                  | -                  | -                  | -           | -           | -           | -           | -           | 1      | 0      | 0      | 1      | &0,00      | in corso    |
| Totale carriera | Totale carriera | Totale carriera | 34         | 21         | 9          | 4          |                 | 2               | 0               | 0               | 2               |                    | -                  | -                  | -                  | -                  |             | -           | -           | -           | -           | 36     | 21     | 9      | 6      | 58,33      |             |

## Palmarès

### Giocatore

#### Competizioni giovanili
- Campionato Allievi Nazionali: 1

Milan: 2002-2003

#### Competizioni nazionali
- Campionato italiano: 1

Milan: 2010-2011
- Supercoppa italiana: 2

Milan: 2011, 2016

### Nazionale
- Torneo di Tolone: 1

2008